# Multi-Project Wafer
Multi-Project Wafer (MPW, иногда Multi-Project Chip, MPC, shuttle) — вариант микроэлектронного производства, когда на одной полупроводниковой пластине изготавливается одновременно несколько различных интегральных схем, разработанных разными командами. Полупроводниковое производство имеет высокую стоимость, особенно дорого обходится изготовление фотошаблонов. Поэтому возможность совместного использования фотошаблонов и пластин позволяет удешевить выпуск малых серий небольших устройств, разделив затраты между десятками заказчиков. MPW может использоваться для прототипирования, подобные чипы заказывают как коммерческие разработчики, так и студенты или исследователи. В мире действует несколько производителей, предлагающих MPW, среди которых есть государственные и частные организации, например, MOSIS, CMP, Europractice.
Первым широко известным производителем MPW стал MOSIS (англ. Metal Oxide Silicon Implementation Service), основанный DARPA как инфраструктурный проект для исследования и разработки СБИС. MOSIS начал работу в 1981 году, после того как Lynn Conway организовала курс пo проектированию СБИС (VLSI System Design Course) в M.I.T. в 1978 году. За 1992—2002 года было изготовлено более 12 тысяч студенческих проектов. В настоящий момент MOSIS выполняет в основном коммерческие заказы, однако продолжает работать и с университетами.
При разработке топологий СБИС для MOSIS использовались либо открытые (непроприетарные) DRC, либо проприетарные правила от производителя. Различные топологии организовывались в лоты и изготавливались на фабриках. Готовые чипы поставлялись заказчикам либо в корпусированном либо в некорпусированном виде.
Многие полупроводниковые фабрики предлагают изготовление чипов на MPW. Кроме того, любая компания может заказать производство на одной пластине нескольких собственных интегральных схем. Например, большую часть пластины можно отвести под изготовление массовых микросхем, а на малой части пластины заказать изготовление прототипов схем следующего поколения.
Недостатком MPW является небольшое количество получаемых чипов, высокая стоимость получения дополнительных чипов с уже готового набора фотошаблонов, неполное использование площади пластины (в частности из-за сильных ограничений на расположение линий резки чипов).
Часто по MPW предлагаются устаревшие техпроцессы.